# Alberto Lista
Alberto Rodríguez de Lista y Aragón (Sevilla, 15 de octubre de 1775-ibídem, 5 de octubre de 1848), fue un sacerdote, matemático, poeta, periodista y crítico literario español.

## Biografía
Su padre, Francisco Antonio Rodríguez de Lista, nació en 1723 en Carballo, en la provincia gallega de La Coruña. Emigró a Sevilla, donde trabajaba de artesano de la seda. La alcaicería de su gremio fue reformada en 1778 y contaba con 462 telares anchos y 1 855 de la industria menor de galones, pañuelos y cintas. Su madre, Paula María Picarda de Aragón, nació en La Algaba en 1734.  Contrajeron matrimonio en la casa de la novia, en la calle Relator de Sevilla, el 4 de enero de 1756.
Alberto nació el 15 de octubre de 1775 en una casa de la calle de la O (hoy calle Castilla) del barrio de Triana. Fue bautizado el 16 de octubre en la Iglesia de Santa Ana con el nombre completo de Alberto José Francisco de Paula Jacobo de Jesús. Tuvo una hermana llamada Juana, que en 1788 vivía en el hogar familiar. Consta que su padre seguía vivo en mayo de 1789, pero debió fallecer hacia esa fecha. Cuando Alberto Lista era niño la familia se trasladó a una casa en una calle cercana a la alameda de Hércules, que actualmente lleva su nombre. En 1783 y 1786 se produjeron riadas en Sevilla que afectaron a la zona. Con posterioridad, Alberto escribiría sobre riadas en sus romances del pescador Anfriso.
Desde la infancia destacó en las matemáticas. Con ocho años leía y llevaba las cuentas de los clientes del telar de su padre. Cursó estudios de Gramática y Latinidad en el Colegio de San Hermenegildo que, tras la expulsión de los jesuitas en 1767, era regentado por la Sociedad Patriótica Sevillana (que en el siglo XIX pasará a ser conocida como Real Sociedad Económica de Amigos del País de Sevilla). En el Colegio de San Hermenegildo fue alumno de Carlos Vázquez, profesor de Latín. En esta materia, Alberto demostró una gran memoria, llegando a retener páginas enteras.
Dados sus progresos en Humanidades, comenzó a estudiar en la Universidad de Sevilla. El 30 de junio de 1787 se matriculó en Lógica. Entre sus compañeros en este curso estaban Félix José Reinoso, Pedro de Lemos y José García de Mora. El siguiente curso se matriculó en Física. El 14 de mayo de 1789 consiguió ser bachiller en Artes, gratuitamente por su condición de pobre. El curso 1789-1790, por influencia de Tomás González de Carvajal, estudió Metafísica. Compaginó sus estudios en la Universidad de Sevilla con el aprendizaje de las Matemáticas en el Colegio de San Hermenegildo, a cargo del profesor Pierre Henry. En los exámenes públicos de 1788, 1789 y 1790 logró los primeros premios en Matemáticas. Este último curso, por sus conocimientos en mecánica e hidráulica, recibió una medalla de plata de la Sociedad Patriótica.
En 1790 comenzó sus estudios en Teología. Le influenciaron especialmente los comentarios bíblicos de Arias Montano y los "diez lugares teológicos" que analizó Melchor Cano. El 12 de mayo de 1795 obtuvo el bachillerato en Teología, gratuitamente por ser pobre.
En 1793 se fundó en Sevilla la Academia de Letras Humanas. El 16 de octubre de 1794 ingresó Alberto Lista y el 23 de octubre del mismo año José María Blanco White. Escribió numerosos poemas, que leyó en el seno de esta asociación. La academia celebró sus últimas sesiones en 1803.
En 1795 comenzó estudios jurídicos, pero los dejó en el primer curso porque no eran compatibles con su trabajo como docente. En 1796 comenzó a dar clases de Matemáticas en el colegio de navegantes de San Telmo.
Fue miembro de la Sociedad Patriótica, donde desarrolló una intensa actividad literaria, sobre todo entre 1797 y 1803. En esta sociedad estuvieron también Félix José Reinoso, José María Blanco White y Manuel María del Mármol.
Lista mantuvo una estrecha amistad con Fernando Blanco White, conservándose 42 cartas escritas por él a esta persona. También le dio clases particulares gratuitas.
El 16 de octubre de 1801 fue nombrado académico honorario de la Real Academia Sevillana de Buenas Letras. El 27 de abril de 1804 fue nombrado académico supernumerario de esta institución. En 1820, en su ausencia, su amigo Mármol propició que fuese nombrado numerario.
El 24 de enero de 1803 ganó por oposición una cátedra de Filosofía en el Colegio de San Miguel, del cabildo catedralicio.
El 4 de diciembre de 1803 recibió la tonsura y las cuatro órdenes menores de manos de en el palacio arzobispal, de manos del obispo auxiliar de Sevilla, Juan Acisclo de Vera y Delgado. El 17 de diciembre del mismo año recibió el subdiaconado en el mismo palacio. El 25 de febrero de 1804 recibió el diaconado, también de Juan Acisclo. Finalmente, el 25 de mayo de 1804, fue hecho sacerdote por el mismo clérigo.
El 16 de octubre de 1806 ingresó en la Escuela de Cristo que había en el Colegio de San Hermenegildo, llegando el 24 de diciembre de 1807 a presidir esta institución, con el cargo de "padre obediencia".
Entre el 1 de octubre de 1803 y el 28 de mayo de 1808 publicó sus poesías en El Correo Literario y Económico de Sevilla. En ocasiones, usó el seudónimo "Licio".
En 1806 publicó su primera obra didáctica: Compendio de los preceptos de la Aritmética.
El 25 de octubre de 1807 fue nombrado interinamente catedrático de Retórica y Poética de la Universidad de Sevilla.
El 2 de mayo de 1808 en Madrid se produjo un levantamiento contra la invasión francesa. Posteriormente, se crearon juntas contrarias a Napoleón en diversas ciudades de España. La Junta de Sevilla se constituyó el 27 de mayo de 1808, con el nombre de Suprema Junta de Gobierno de España e Indias.
El 19 de julio de 1808 los españoles consiguieron una victoria sobre los franceses en la Batalla de Bailén. Alberto Lista escribió en agosto su oda A la victoria de Bailén, que encargada, impresa y divulgada por la Junta de Sevilla.
El 25 de septiembre de 1808 se creó la Junta Suprema Central con representantes de las juntas de todas las provincias. Esta Junta tendrá su sede en el municipio madrileño de Aranjuez, aunque el 16 de diciembre de 1808 esta sede se trasladó a Sevilla.
Entre el 1 de junio de 1808 y el 10 de enero de 1809 Alberto Lista y Justino Matute y Gaviria fueron redactores de la Gaceta Ministerial de Sevilla, dirigida por fray Manuel Gil. Salieron 65 números de esta publicación, que informaban del desarrollo de la Guerra de la Independencia. El 23 de enero esta publicación se transformó en la Gaceta del Gobierno y fue dirigida por Antonio de Capmany e Isidoro de Antillón y Marzo, contando también con Alberto Lista y Justino Matute y Gaviria como redactores.
José María Blanco White consiguió la colaboración de Alberto Lista en el Semanario Patriótico, editado en Madrid, Sevilla y Cádiz sucesivamente entre el 1 de septiembre de 1808 y el 19 de marzo de 1812 y dirigido por Manuel José Quintana.
Fundó, dirigió y fue redactor del periódico El Espectador Sevillano, editado entre el 2 de octubre de 1809 y el 29 de enero de 1810. Era un diario del gobierno patriótico, dedicado entonces a la convocatoria de unas cortes constituyentes.
El 1 de febrero de 1810 las tropas francesas entraron en Sevilla. Alberto Lista mantuvo una estrecha relación con el afrancesado Juan Meléndez Valdés y fue nombrado encargado de un periódico oficial de los franceses llamado Gaceta de Sevilla, editado entre el 13 de febrero de 1810 y el 24 de agosto de 1812. Los patriotas, que se habían trasladado a Cádiz, le tacharon de traidor.
Mantuvo amistad con el mariscal francés Jean-de-Dieu Soult, que le ofreció la cátedra de Matemáticas de un proyectado Liceo de Sevilla. Soult le encargó inventariar el archivo del extinto tribunal de la Inquisición.
Los franceses le encargaron crear un Panteón de Sevillanos Ilustres. Con este propósito, Lista trasladó los restos de Benito Arias Montano desde la Iglesia de Santiago de la Espada hasta la catedral el 25 de junio de 1811. El panteón existe actualmente en la cripta de la Iglesia de la Anunciación, perteneciente a la Universidad de Sevilla, y en él están las tumbas de Arias Montano, Alberto Lista y Gustavo Adolfo Bécquer.
El 18 de febrero de 1811 se estrenó en el Teatro Cómico de la calle Sierpes la obra Calixta o Los bandos de Génova, traducida por él, y el 16 de diciembre del mismo año se estrenó su primera obra de teatro, titulada Justa y Rufina. Tradujo también la obra El enfermo de aprensión de Moliére, escribiendo al principio de la misma una oda en verso dedicada a Soult. Esta obra se estrenó en el Teatro Cómico el 3 de enero de 1812. También estrenó sus obras Obras son amores, el 4 de junio de 1812, y El tribunal de los templarios, el 26 de junio de 1812.
Entre 1810 y 1812 se relacionó con los franceses en una logia masónica establecida en la calle Santiago y en otra en la calle Becas, llamada San José de Itálica. En las logias recitó extensos poemas filosóficos.
Durante la ocupación francesa de Sevilla, tuvo una relación sentimental con una mujer. El 9 de mayo de 1812 renovó sus licencias sacramentales para seguir ejerciendo el sacerdocio.
El 27 de agosto de 1812 un contingente hispano-británico recuperó Sevilla y los franceses tuvieron que huir. Uno de los que escapó fue Alberto Lista, siguiendo al ejército napoleónico. Por el camino se dedicó a leer la Historia general de España de Juan de Mariana.
En Granada fue acogido por Joaquín de Uriarte y Fernández de Landa. En Almansa, a principios de octubre, fue auxiliado por su amigo Diego Montero. Luego llegó a Valencia, el 5 de octubre, donde estaba José I Bonaparte, que había huido de Madrid. El 16 de octubre Soult fue con José I de Valencia a Madrid para restablecerle en el trono.
Posteriormente, Alberto Lista pasó por Teruel y Cariñena, hasta llegar el 7 de noviembre a Zaragoza. En esta ciudad, acudió a una logia masónica y le dedicó su poesía Pieza de arquitectura. En esta ciudad convivió con otros afrancesados, como Joaquín María Sotelo, Juan Antonio Llorente, Manuel María Cambronero, el I conde de Montarco y José Antonio Caballero.
Los franceses se marcharon de Zaragoza el 9 de julio y Lista se fue con ellos. Pasó por Huesca y Jaca. Luego cruzó la frontera francesa por el puerto de montaña de Somport.
En septiembre de 1813 Napoleón Bonaparte creó una comisión para ayudar a los exiliados españoles en Francia. El 19 de octubre contaba con una lista de 2 500, a los que se concedió 75 céntimos diarios. Días después, Lista se encontraba en Condom, en el departamento de Gers, con Juan Meléndez Valdés y otros 533 españoles. Posteriormente, se trasladó con otros españoles a Auch, en el mismo departamento. En noviembre se trasladó a Toulouse, donde entabló amistad con José Mamerto Gómez Hermosilla. En febrero de 1814 visitó al arzobispo de Tolouse, que lo envió a un confesor pontificio para que le perdonase su pecado de pertenencia a la masonería.
En diciembre de 1813 Fernando VII y Napoleón Bonaparte firmaron el Tratado de Valençay, por el cual se permitía el regreso del primero a España con el compromiso de devolver sus prerrogativas y honores a los afrancesados.
Fernando VII fue a Toulouse, donde se encontró con Alberto Lista, Miguel José de Azanza, Gonzalo O'Farrill, Joaquín de Uriarte, Francisco Amorós, José Martínez de Hervás y Juan Meléndez Valdés, entre otros, prometiéndoles que les ampararía. Sin embargo, cuando el monarca regresó a España el 22 de marzo se olvidó de este compromiso.
En agosto de 1815 Lista figuraba ejerciendo de párroco en la Iglesia de Nazaret de Toulouse.

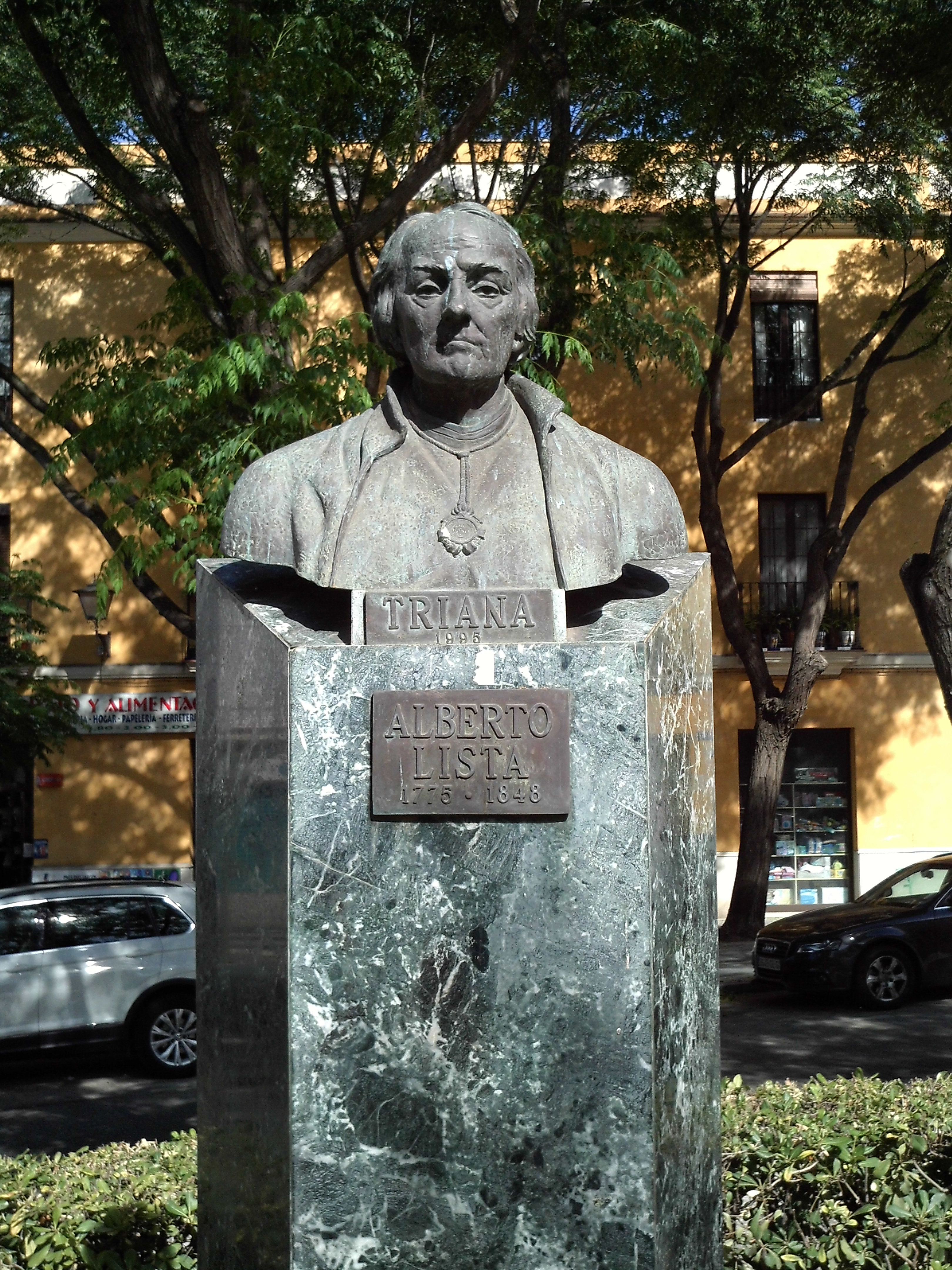
Monumento a Alberto Lista, de 1995, en el barrio de Triana de Sevilla.

El 27 de septiembre de 1815 Lista escribió a Reinoso hablándole de los tres delitos que se le achacaban en España: la redacción de la Gaceta de Sevilla, su opinión y haber participado en la comisión que liquidó la Inquisición. En su misiva consideró que los dos primeros delitos le habían sido perdonados por un decreto y, sobre el tercero, argumentaba que su participación sirvió para evitar la divulgación de delaciones y sentencias. Por todo ello, consideraba regresar a España, pero no a Sevilla, porque allí estaría en una especie de "prisión doméstica" "sin ver ni hablar a nadie".
En noviembre de 1815 fue destinado a una iglesia de Auch. También abrió una academia y se dedicó a la enseñanza.
En 1816 publicó y distribuyó su obra Examen de los delitos de infidelidad a la patria, imputados a los españoles sometidos bajo la dominación francesa. Esta obra incluye una nota de elogio al rey Luis XVIII de Francia.
El 12 de diciembre de 1816 escribió a Reinoso para decirle que al año siguiente iría a Pamplona para enseñar a los hijos del marqués de Vesolla y que pondría una academia de matemáticas. El gobierno de Fernando VII solo permitía a los afrancesados amnistiados regresar a provincias españolas pirenaicas.
En la primavera de 1817 fue a la Bayona francesa, donde conoció al tipógrafo León Amarita. Pasó por Hendaya, Irún y Vera de Bidasoa hasta llegar a Pamplona.
En Pamplona continuó ejerciendo el sacerdocio, enseñaba a los hijos del marqués de Vesolla y montó una academia. Enviaba parte de su dinero a su hermana Juana.
En la ciudad navarra volvió a tratar con Manuel Quintana.
A finales de 1817 la Inquisición de Sevilla sobreseyó el sumario sobre Lista.
En 1818 Joaquín María Sotelo le propuso opositar para una cátedra en el Consulado de Mercaderes de Bilbao. Lista consiguió la plaza y comenzó a ejercer de profesor de Matemáticas de esta institución.
A finales de junio de 1817 escribió su oda Al sueño (también conocido como Himno del desgraciado), que fue publicada por primera vez el 20 de noviembre de 1818 en la revista Crónica Científica y Literaria.
En 1819 publicó la primera parte de su obra Tratado de las Matemáticas puras y mixtas.
En 1819 fundó con el sacerdote afrancesado Juan Manuel Calleja el Colegio de Santiago de Bilbao. En este centro, Lista será jefe de estudios y se encargará de impartir Matemáticas y Humanidades.
En 1820 tuvo lugar el Pronunciamiento de Riego y el rey juró la Constitución de Cádiz (1812). El 23 de abril de ese año el gobierno de Agustín Argüelles amnistió a todos los afrancesados. Alberto Lista se instaló en Madrid a finales de junio de 1820 y fue redactor del periódico Miscelánea del Comercio, Política y Literatura.
Entre el 5 de agosto de 1820 y el 13 de julio de 1822 se publicó el semanario El Censor, que fue el principal órgano de expresión de los afrancesados. En él, José Mamerto Gómez Hermosilla se dedicaba a la parte política, Alberto Lista a la literaria y Sebastián Miñano a la crítica. León Amarita ejerció aquí de tipógrafo y de director de la publicación.
Lista llamó a Calleja para que fuese director de un nuevo colegio que quería fundar en Madrid. Para esto, buscó a algunos profesores, entre los cuales estaba Hermosilla. El inmueble escogido para albergar el colegio fue una casa que perteneció al conde de Colomera, en la calle de San Mateo. El colegio abrió el 1 de abril de 1821. Entre las personalidades que estudiaron en este centro estuvieron José de Espronceda, Felipe Pardo y Aliaga, Antonio Ferrer del Río, Eugenio de Ochoa, Ventura de la Vega, Juan de la Pezuela, Diego de León, Mariano Roca de Togores, Luis de Usoz, Santiago Diego-Madrazo, Gregorio Romero de Larrañaga y Luis María Pastor.
En diciembre de 1821 publicó el primer volumen de Colección de trozos escogidos de los mejores hablistas castellanos en verso y prosa y en marzo de 1822 publicó el segundo. Esta obra fue muy popular en España y se editó diez veces. En noviembre de 1822 publicó una segunda edición, corregida y aumentada, del Tratado de Matemáticas puras y mixtas.
En 1823 publicó en el Periódico del Ministerio de Gobernación de la Península.
Entre 1822 y 1823 dio conferencias sobre lírica española en el recién fundado y efímero Ateneo de Madrid.
Alberto Lista inspiró la creación de una asociación literaria juvenil llamada Academia del Mirto. Esta fue fundada por iniciativa de Telesforo de Trueba el 23 de abril de 1823. Su primer presidente fue Antonio de Cavanilles, que fue sucedido por Gabriel Ferrer y Dávila. El secretario fue Juan Bautista Alonso. El 14 de octubre de 1824 los miembros de la academia le dedicaron poemas a Lista y compusieron una oda colectiva en su honor, con motivo de su cumpleaños. Esta academia a veces se reunía en el mismo local que la sociedad secreta liberal de los Numantinos. Lista colaboró con esta academia haciendo observaciones sobre las obras que se leían en su seno, haciendo esquemas para nuevas creaciones y participando en las polémicas de tipo teórico. La última sesión de la Academia del Mirto de la que se tiene constancia tuvo lugar el 25 de abril de 1826.
El 1 de octubre de 1823 volvió el absolutismo de Fernando VII. Alberto Lista se escondió durante un tiempo y escribió su poema El emigrado de 1823, pero luego volvió a dar clases en su colegio. Esta institución fue atacada por el diario El Restaurador y vio mermado su número de alumnos. Finalmente, el colegio fue cerrado en febrero de 1825. Lista solo pudo dedicarse a dar clases particulares en su domicilio. En febrero de 1826 se le prohibió dar clases particulares.
En 1827 Fernando VII, carente de apoyos y temeroso de la posible subversión de su hermano Carlos María Isidro, decidió llevar a cabo una política más aperturista. El 4 de enero de ese año Hermosilla, que era secretario de la Inspección General de Instrucción Pública, le concedió a Lista una licencia para dar clases particulares pero sin poder acoger en su propia casa a los alumnos.
El 2 de mayo de 1827 Lista fue nombrado supernumerario de la Real Academia de la Historia y aportó un discurso sobre la importancia de la historia literaria española. El 6 de septiembre del mismo año fue nombrado miembro honorario de la Real Academia Española, siendo ascendido el 31 de enero de 1828 a supernumerario de la misma.
En 1828 Alberto Lista escribió al ministro Luis López Ballesteros sobre la posibilidad de crear un periódico en Francia para disminuir el aislamiento del gobierno español y defender las posiciones del ala moderada del gobierno. El gobierno aprobó la idea y dio fondos públicos al periódico. De este modo, Lista se estableció en la Bayona francesa y fundó la Gaceta de Bayona, que se publicó entre el 3 de octubre de 1828 y el 16 de agosto de 1830.
La Gaceta de Bayona contó con Reinoso como redactor en Madrid y con Miñano como redactor en Bayona y París. Sin embargo, estos estaban ocupados en otros asuntos gubernamentales y escribieron poco. Casi la totalidad de lo que se publicó en este periódico fue escrito por Lista.
Durante su estancia en Francia, Lista comenzó con la Historia Universal del conde de Ségur, traducida al español por D. Alberto Lista, con correcciones, notas y adiciones. Concluyó con este trabajo, de treinta tomos, en 1838.
En 1830 tuvo lugar una revolución en Francia que depuso a Carlos X de Borbón. Los suscriptores franceses de la Gaceta de Bayona pidieron que se informase de la revolución pero Lista dudaba de hacerlo. Finalmente, decidió publicar extractos de otro periódico suavizando el contenido pero incluso esto enojó a las autoridades españolas, que cerraron la publicación.
En septiembre de 1830 se encontraba en San Sebastián. El 13 de octubre de 1830 Isabel de Borbón fue nombrada princesa de Asturias y Lista le dedicó algunos versos. En agradecimiento, Fernando VII le envió a Lista un volumen con obras de Leandro Fernández de Moratín.
En ministro López Ballesteros le dio poderes a Lista para publicar la Estafeta de San Sebastián, que se editó entre el 1 de noviembre de 1830 y el 11 de julio de 1831. Reinoso y Miñano fueron también redactores pero publicaron muy poco, correspondiendo casi todo el trabajo a Lista.
Los elementos más reaccionarios del gobierno atacaron la Estafeta de San Sebastián y el ministro Francisco Tadeo Calomarde llegó incluso a poner bajo vigilancia policial a los suscriptores. Esto propició el cierre de la publicación.
Lista estuvo un tiempo en Bayona. En septiembre de 1831 se trasladó a París, donde estuvo ocho días. Luego viajó a Inglaterra para visitar a su amigo José María Blanco White. Fue recibido por Blanco en Londres y estuvo con él también en Oxford. En octubre regresó a París. Sin embargo, en julio de 1832 se marchó de París huyendo de una epidemia de cólera y porque la vida en la capital francesa era muy costosa. Tras esto, se instaló de nuevo en Bayona.
En noviembre de 1832 el presidente del Consejo de Ministros de España, Francisco Cea Bermúdez, recibió a Sebastián Miñano en París. Miñano le recomendó que situase a sus amigos en puestos de confianza y Cea Bermúdez aceptó. Reinoso fue nombrado asesor en la redacción de documentos oficiales. Cea Bermúdez pasó por Bayona, donde se encontró con Lista, que le pidió dirigir la Gaceta de Madrid y este aceptó. Lista se trasladó a Madrid para ocupar su cargo en enero de 1833.
Entre 1834 y 1835 renovó la plantilla de la Gaceta de Madrid, contando para esta publicación con Eugenio de Ochoa, Miguel Salvá Munar, Francisco Pérez Anaya, Cándido Nocedal, Ramón Navarrete, Juan Eugenio Hartzenbusch y Francisco de Paula Madrazo.
El 22 de octubre de 1833 comenzó a publicarse La Estrella, un periódico de política, literatura e industria fundado por Alberto Lista a instancias del presidente Cea Bermúdez. El objetivo de esta publicación era defender las reformas del gobierno y el derecho de Isabel II a la corona. Esta publicación recibió ataques de liberales desde el Boletín de Comercio, La Abeja y El Siglo. Cea Bermúdez dejó de ser presidente en enero de 1834 y el último número de La Estrella salió el 26 de febrero de 1834.
Según Francisco Pérez Anaya, a Alberto Lista se le ofreció el obispado de Astorga pero lo rechazo, siendo nombrado para tal cargo Félix Torres Amat en 1834.
Colaboró en la Revista Española, en el Semanario Pintoresco Español y en el Correo Nacional. En algunas de estas colaboraciones criticó el romanticismo liberal.
En 1836 dio un ciclo de veinticinco o más conferencias en el Ateneo de Madrid sobre literatura española.
En 1836 apareció el periódico El Patriota, del político Juan Álvarez Mendizábal. Alberto Lista colaboró con esta publicación.
El ministro de la Gobernación se enfrentó con Lista por motivos ideológicos y administrativos. Este político propuso sacar a concurso la gestión y dirección de la Gaceta de Madrid, que era deficitaria. El presidente José María Calatrava aceptó con la condición de que Lista fuera destinado a otro buen puesto. Alberto Lista solicitó una cátedra de Matemáticas y esta fue creada por Real Orden del 21 de junio de 1837 en la Universidad Central de Madrid y ocupada por él. No obstante, el nuevo director de la Gaceta de Madrid le pidió artículos a Lista, que continuó colaborando con dicha publicación una temporada.
El 2 de agosto de 1837 escribió en El Patriota en defensa de la nueva constitución, que sustituía la de 1812.
Fue uno de los fundadores del Colegio Hamiltoniano de Madrid, creado en 1838.
En 1838 acudía a una tertulia del café del Príncipe, llamada El Parnasillo, con Ramón de Mesonero Romanos, Francisco Martínez de la Rosa, el III duque de Rivas, José de Espronceda, José Zorrilla, Gertrudis Gómez de Avellaneda, Gabriel García Tassara y otros.
El 12 de agosto de 1838 el gobierno del presidente Narciso Heredia, que tenía escasez de recursos, recortó en educación pública y estableció libertad de creación de instituciones educativas privadas. La cátedra de Lista fue suprimida.
Reinoso, bien relacionado con la burguesía de la bahía de Cádiz, avisó a Lista de que era solicitado en esa ciudad para la fundación de un colegio de Humanidades y Filosofía. En septiembre de 1838 Alberto Lista abandonó Madrid. Pasó por Sevilla, donde se detuvo unos días para ver a su familia y gozar de la compañía de Fernando Blanco, Manuel María del Mármol y otros amigos. Mármol, que era presidente de la Real Academia Sevillana de Buenas Letras, nombró a Lista académico preeminente. Luego llegó en barco hasta Cádiz, donde fundó el colegio en el antiguo Oratorio de San Felipe Neri el 29 de octubre de 1838. Este colegio continuó hasta 1883 y fue refundado en 1892 por los marianistas, trasladándose en 1940 a otro edificio.
El colegio gaditano fue apoyado desde el diario moderado El Tiempo. El director de este periódico, José Vicente Durana, presidió la junta rectora del colegio y nombró a Lista redactor. El vicepresidente de la junta rectora fue el comerciante acaudalado Antonio Ruiz Tangle. El colegio también tuvo apoyo del obispo de Cádiz, del capitán general, de las aturidades provinciales y de vecinos acomodados como Sebastián Nandín y Serafín Sola.
En el diario El Tiempo, Lista publicó en 1839 una serie de ensayos literarios y críticos. En 1840 Eugenio de Ochoa publicó en Palma de Mallorca una recopilación de estos ensayos. En 1844 José Joaquín de Mora publicó en Sevilla una recopilación de ensayos de Lista de El Tiempo y La Ilustración Española y Americana.

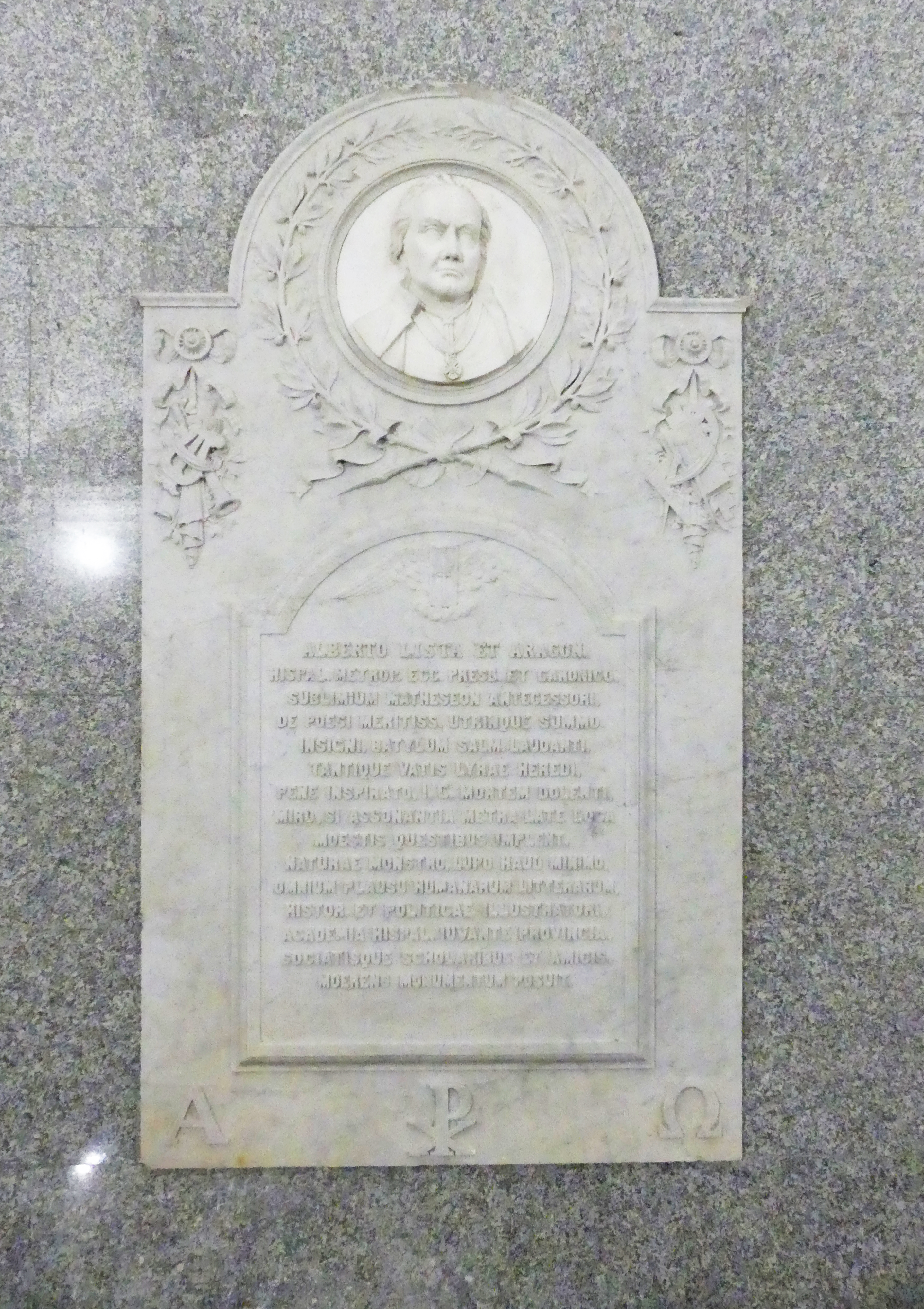
Tumba de Alberto Lista en el Panteón de Sevillanos Ilustres.

Manuel María del Mármol, presidente de la Real Academia Sevillana de Buenas Letras, le encargó a Lista un canto dedicado al final de la guerra carlista. Este fue leído en la academia en octubre de 1839. Miembros de esta academia, como Francisco Rodríguez Zapata y José Amador de los Ríos, le dedicaron poemas a Lista. El 21 de diciembre falleció Mármol y Lista fue nombrado nuevo presidente de la institución, tomando posesión del cargo el 30 de abril de 1841. Ocupó este cargo hasta su renuncia en 1842.
Lista se propuso fundar un colegio en Sevilla y, en 1843, Jorge Díez se trasladó a esta ciudad a preparar la fundación. Rodríguez Zapata sería uno de los profesores. La apertura del colegio, que recibió el nombre de San Diego, fue anunciada para el 24 de febrero de 1844. El 8 de mayo de 1844 Lista ya se encontraba en Sevilla. Durante los primeros meses, el colegio impartió enseñanzas preparatorias. El curso 1844-1845 fue el primero con enseñanza normal y exámenes. En el verano de 1846 el colegio de San Diego dejó de ser un centro privado para ser un colegio público.
El 11 de mayo de 1844 Isabel II aprobó la creación de una cátedra de Matemáticas para Alberto Lista. El ministro Pedro José Pidal, por Real Orden del 15 de julio de 1844, la creó. El 18 de julio de ese año Alberto Lista tomó posesión de la cátedra de Matemáticas en la Universidad de Sevilla.
El claustro de la Universidad de Sevilla solicitó a Isabel II que Lista fuese nombrado doctor honoris causa en Filosofía y Teología. Ella lo concedió el 9 de marzo de 1845.
El 17 de septiembre de 1845 se creó la Facultad de Filosofía y Letras de la Universidad de Sevilla y Lista fue nombrado decano de la misma, tomando posesión del cargo el 4 de octubre de ese año.
El septiembre de 1846 fue hecho canónigo de la Catedral de Sevilla.
En 1847 la Real Academia de la Historia publicó un discurso suyo, titulado Carácter del feudalismo en España.
Falleció por una pulmonía la mañana del 5 de octubre de 1848 en su casa de la calle San Pedro de Alcántara (hoy Cervantes), número 9, de Sevilla.

## La historiografía sobre Alberto Lista
Alborg denuncia los juicios que desde la historiografía señalan que Lista se condujo siempre con actitud política acomodaticia y oportunista, pero cuando le dejaban expresarse libremente se mostraba radicalmente liberal. Lo cierto es que como defensor de la monarquía constitucional, en su deseo de conciliar la doctrina católica con las luces, Alborg considera que Alberto Lista vio en la caída del Antiguo régimen la oportunidad de una renovación dentro de la Iglesia católica, hacia una mayor tolerancia.
Aunque tuvo como modelos a escritores clásicos del siglo XVI y del Neoclasicismo, en su obra ya se anuncia un Romanticismo que llegaría poco después por la gran importancia que dio a lo personal e íntimo en sus composiciones. Algunos autores consideran que en su obra pedagógica puede observarse la contradicción entre su profesión eclesiástica y sus tendencias masónicas. Sin embargo, Carbajosa Aguilera especialista en la figura de Lista, afirma que su afiliación con la masonería fue circunstancial. En una carta fechada el 25 de julio de 1817, Lista declara en relación con este asunto: "yo asistí muy poco (hasta que conocí lo tonta que era esa Asociación) y no fui recibido sino por comunicación, esto es, sin juramento ni ceremonias (...) Yo no fui nunca nada, y entré más bien forzado por los amigos que por mi voluntad, y no asistí seis veces". Para este autor Alberto Lista es la principal figura del liberalismo doctrinario en España, en el que coincidiría con muchas de las propuestas del liberalismo moderado de carácter conservador de François Guizot. Esta involución hacia el liberalismo doctrinario es vivida por Lista durante su exilio a Francia, donde entrará en contacto con el pensamiento de otros autores como Benjamin Constant, Destutt De Tracy o Chateaubriand.
Sus poesías no se volvieron a publicar hasta 1927. Han escrito sobre él Juretschke, Fernández Espino, Antonio Ferrer del Río, Pérez Anaya y Manuel Chaves Rey entre otros.

## Obras
- Elogio del Serenísimo Señor Don José Moñino, Conde de Floridablanca, Presidente de la Suprema Junta Central gubernativa de los Reynos de España e Indias, Sevilla, Imprenta Real, 1809.
- Tratado elemental de Geometría. Aplicación del Álgebra a la Geometría y Trigonometría rectilíneas. Bilbao: Antonio Apraiz, 1819.
- Reflexiones imparciales sobre la Inquisición, Madrid, 1820.
- Colección de trozos escogidos de los mejores hablistas castellanos, en verso y prosa: hecha para el uso de la Casa de Educación, sita en la calle de San Mateo de la Corte (2 vols.), antología de textos de literatura clásica española en verso y prosa.
- Poesías, Madrid, 1822.
- Resumen analítico de la Historia Universal del Conde de Segur, 1838, resumen y traducción de Louis Philippe de Ségur Histoire universelle, ampliado por Lista hasta la época actual.
- Lecciones de literatura dramática española explicadas en el Ateneo Científico, Literario y Artístico (Madrid, 1839)
- Artículos críticos y literarios, Palama, 1840.
- Ensayos literarios y críticos (Sevilla, 1844, 2 vols., con prólogo de José Joaquín de Mora).